# زیر آسمان سنگی
زیر آسمان سنگی (روسی: Под каменным небом) یک فیلم جنگی نروژی به کارگردانی کنوت اندرسن، ایگور ماسلنیکوف و استانیسلاو راستوتسکی است. این فیلم برگرفته از وقایع تاریخی است.